# Theronia fraucai
Theronia fraucai är en stekelart som beskrevs av Ian D. Gauld 1984. Theronia fraucai ingår i släktet Theronia och familjen brokparasitsteklar. Inga underarter finns listade i Catalogue of Life.